# Manduca florestan
Espèce
Manduca florestan est une espèce de papillons de nuit de la famille des Sphingidae, de la sous-famille des Sphinginae et de la tribu des Sphingini.

## Description
L'envergure varie de 99 à 110 mm. L'espèce est semblable en apparence à plusieurs autres membres du genre Manduca. La plus proche est Manduca lichenea. Il y a beaucoup de variations individuelles. Les ailes antérieures ont une teinte verdâtre avec des stries discales noires franches.

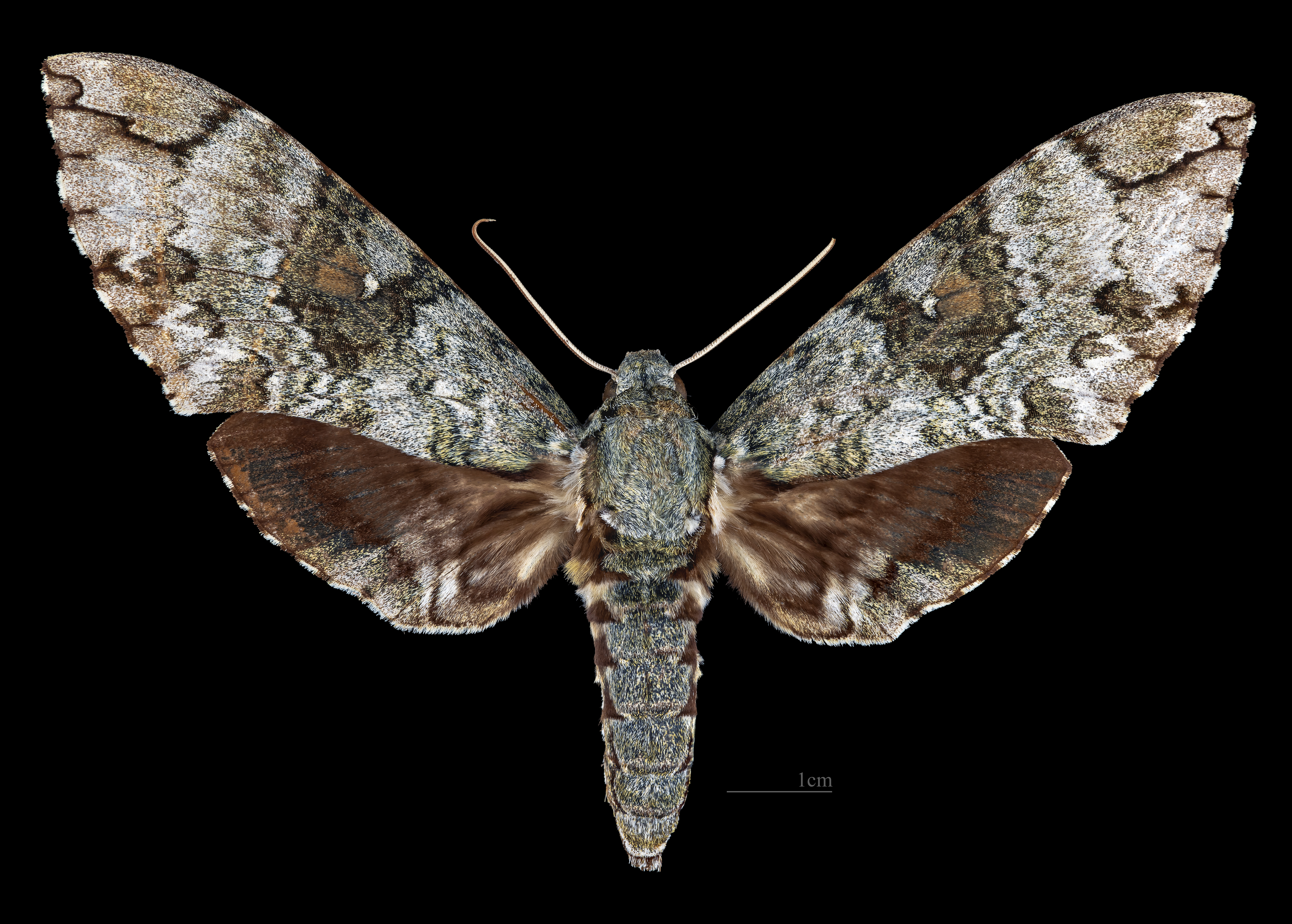
Avers de la femelle (coll.MHNT)
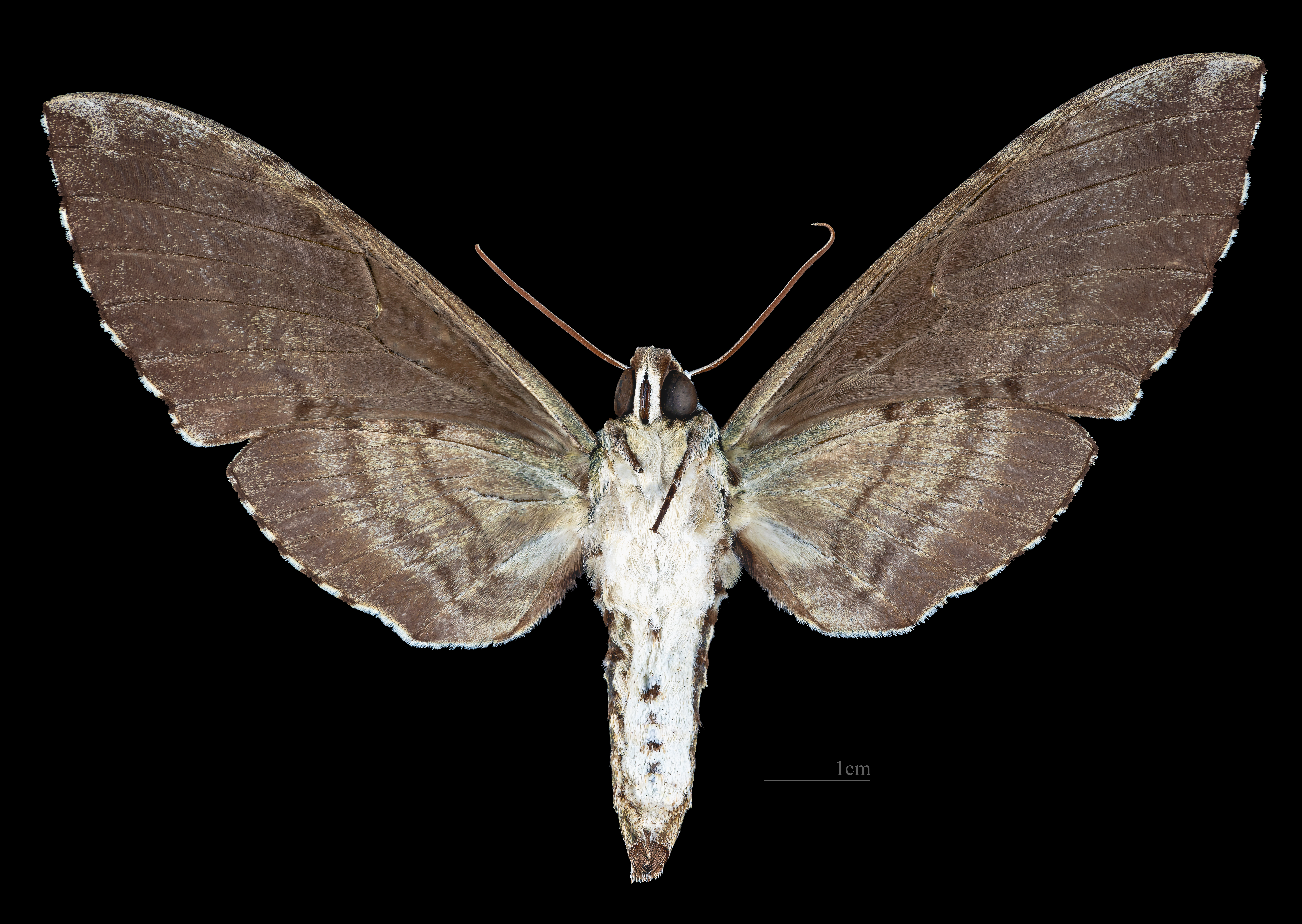
Revers de la femelle (coll.MHNT)

## Distribution et habitat
Distribution
L'espèce est connue dans les montagnes du sud de l'Arizona, au Nouveau-Mexique, et la partie inférieure de Rio Grande Valley du sud du Texas, au Mexique, au Belize, au Guatemala, au Nicaragua, au Costa Rica, en Amérique du Sud au moins au Paraguay, en Bolivie, au Venezuela, en Argentine, au Brésil et au Surinam.

## Biologie
Il y a une génération par an avec des adultes qui volent de la fin juin à début août aux États-Unis. En Bolivie, les adultes ont été signalés en mars et à nouveau d'octobre à décembre, tandis que les adultes volent toute l'année au Costa Rica. Ils se nourrissent du nectar des fleurs diverses, y compris Plumeria rubra au Costa Rica.
Les chenilles se nourrissent sur les espèces des genres Tecoma et Citharexylum mais aussi sur Stachytarpheta frantzii, Callicarpa acuminata, Aegiphylla martinicensis, Citharexylum costaricensis, Tabebuia ochracea, Callichlamys latifolia, Cydista heterophylla, Cydista diversifolia, Crescentia alata, Macfadyena unguis-cati, Cordia panamensis, Cordia alliodora et Chionentis panamensis.

## Systématique
- L'espèce Manduca florestan a été décrite par l'entomologiste Caspar Stoll en 1782, sous le nom initial de Sphinx florestan[1].
- La localité type est le Surinam.

### Synonymie
- Sphinx florestan Stoll, 1782 Protonyme
- Diludia brevimargo Butler, 1875[2]
- Protoparce florestan cabnal Schaus, 1932[3]
- Protoparce maricina Schaus, 1941
- Protoparce florestan vogli Daniel, 1949
- Protoparce florestan argentinica Daniel, 1949